# Utgivningsbevis
Utgivningsbevis är en typ av intyg som i vissa fall behövs för att erhålla grundlagsskydd enligt tryckfrihetsförordningen (TF) eller yttrandefrihetsgrundlagen (YGL) i Sverige. Ett sådant kan också vara nödvändigt för att få ge ut exempelvis en tidning. Ett utgivningsbevis utfärdas av Mediemyndigheten. När det gäller TF och YGL är Mediemyndigheten ansvarig myndighet.
Ett utgivningsbevis gäller i tio år och kan därefter förlängas.
Under speciella förutsättningar kan ett utgivningsbevis även utfärdas till webbplatser. Det är möjligt sedan 2003 och följer av den s.k. databasregeln i YGL. Några av kraven som ställs är då att webbplatsen ska ha en ansvarig utgivare, ha anknytning till Sverige, och vara öppen för allmänheten. Vidare får domännamnet inte förväxlas med namnet på andra webbplatser med grundlagsskydd. Med ett utgivningsbevis och grundlagsskydd kan även reglerna i personuppgiftslagen kringgås av en webbsida. Datainspektionen har riktat kritik mot att utgivningsbevis kan åsidosätta hela integritetsskyddet enligt personuppgiftslagen och tillåta publiceringar på internet av uppgifter av personlig natur utan något egentligt skydd för den enskilde.
Utan utgivningsbevis för en tryckt eller elektronisk publikation bortfaller, enligt yttrandefrihetsexperten Nils Funcke, viktiga delar av skyddet för fri åsiktsbildning. Skribenterna och ägarna är inte skyddade från ansvar för publikationens innehåll. En allvarligare följd är att rätten att anonymt lämna uppgifter inte är skyddad utan utgivningsbevis. Uppgiftslämnare (”visselblåsare”) behöver därför se efter i register att publikationer har utgivningsbevis.

## Lagar och regler
Utgivningsbevis behandlas i tryckfrihetsförordningen för tryckt skrift och i yttrandefrihetsgrundlagen för radio- och tv-sändningar, webbsidor m.m. Det är inte obligatoriskt för en webbplats att ha utgivningsbevis, vilket är fallet för tryckta periodiska skrifter. När utgivningsbeviset har utfärdats omfattas yttranden som görs i mediet inte längre av brottsbalken utan av tryckfrihetsförordningens och yttrandefrihetsgrundlagens regelverk.

## Statistik, ansökningar om utgivningsbevis
Tabellen nedan visar antalet ansökningar om utgivningsbevis, månad för månad. De som ansökt om förnyat utgivningsbevis finns med i beräkningen.
| År   | Jan | Feb | Mar | Apr | Maj | Juni | Juli | Aug | Sep | Okt | Nov | Dec | Ack. |
| ---- | --- | --- | --- | --- | --- | ---- | ---- | --- | --- | --- | --- | --- | ---- |
| 1998 | 41  | 82  | 60  | 51  | 49  | 45   | 28   | 25  | 60  | 63  | 51  | 49  | 604  |
| 1999 | 51  | 77  | 71  | 51  | 48  | 46   | 38   | 36  | 56  | 48  | 54  | 36  | 612  |
| 2000 | 51  | 57  | 63  | 49  | 68  | 30   | 26   | 28  | 50  | 72  | 57  | 36  | 587  |
| 2001 | 38  | 50  | 50  | 35  | 37  | 40   | 20   | 29  | 30  | 77  | 78  | 35  | 519  |
| 2002 | 63  | 51  | 51  | 37  | 41  | 35   | 19   | 26  | 37  | 47  | 48  | 39  | 494  |
| 2003 | 52  | 82  | 65  | 54  | 31  | 25   | 16   | 31  | 43  | 64  | 70  | 66  | 599  |
| 2004 | 85  | 82  | 69  | 66  | 50  | 66   | 32   | 22  | 45  | 48  | 52  | 88  | 705  |
| 2005 | 40  | 47  | 46  | 40  | 51  | 45   | 28   | 38  | 71  | 46  | 57  | 43  | 552  |
| 2006 | 74  | 40  | 57  | 39  | 46  | 37   | 15   | 24  | 38  | 46  | 49  | 34  | 499  |
| 2007 | 47  | 46  | 50  | 33  | 29  | 22   | 18   | 21  | 58  | 46  | 42  | 38  | 450  |
| 2008 | 49  | 45  | 47  | 44  | 48  | 54   | 36   | 26  | 34  | 53  | 37  | 42  | 515  |
| 2009 | 61  | 121 | 193 | 85  | 58  | 52   | 21   | 25  | 35  | 45  | 39  | 45  | 780  |
| 2010 | 39  | 41  | 47  | 31  | 32  | 24   | 29   | 29  | 51  | 46  | 84  | 66  | 519  |
| 2011 | 36  | 52  | 42  | 34  | 40  | 21   | 31   | 36  | 39  | 58  | 32  | 40  | 461  |
| 2012 | 44  | 51  | 39  | 23  | 30  | 22   | 12   | 72  | 40  | 29  | 33  | 34  | 429  |
| 2013 | 17  | 26  | 48  | 20  | 24  | 19   | 7    | 28  | 45  | 28  | 40  | 26  | 328  |
| 2014 | 31  | 37  | 29  | 22  | 21  | 18   | 11   | 25  | 24  | 25  | 28  | 20  | 291  |
| 2015 | 38  | 26  | 19  | 23  | 20  | 33   | 10   | 19  | 35  | 20  | 29  | 14  | 286  |
| 2016 | 14  | 31  | 24  | 15  | 21  | 10   | 12   | 12  | 25  | 20  | 29  | 33  | 246  |
| 2017 | 19  | 22  | 22  | 18  | 19  | 27   | 5    | 56  | 17  | 13  | 16  | 16  | 250  |
| 2018 | 14  | 24  | 23  | 18  | 16  | 24   | 10   | 10  | 20  | 17  | 17  | 7   | 200  |
| 2019 | 27  | 56  | 27  | 27  | 15  | 11   | 11   | 14  | 10  | 7   | 10  | 15  | 230  |
| 2020 | 13  | 14  | 22  | 9   | 11  | 11   | 4    | 12  | 8   | 30  | 12  | 13  | 149  |

## Sökning efter publikationers tillståndsbevis
Eftersom ansvaret för utgivningsbevis är delat mellan Patent- och registreringsverket och Myndigheten för press, radio och tv, finns två register att söka i för att utröna huruvida en publikation har utgivningsbevis:
- Tidningsregistret hos PRV
- Tillståndsregistret hos MPRT